# Цирконат бария
Цирконат бария — неорганическое вещество, соль щелочноземельного металла бария и циркониевой кислоты с формулой BaZrO3. Бесцветные кристаллы.

## Получение
- Нагревание ZrO2 с оксидом, гидроксидом или карбонатом бария:

{\displaystyle {\mathsf {ZrO_{2}+BaO\ {\xrightarrow {T^{o}C}}\ BaZrO_{3}}}}
{\displaystyle {\mathsf {ZrO_{2}+Ba(OH)_{2}\ {\xrightarrow {T^{o}C}}\ BaZrO_{3}+H_{2}O}}}
{\displaystyle {\mathsf {ZrO_{2}+BaCO_{3}\ {\xrightarrow {T^{o}C}}\ BaZrO_{3}+CO_{2}}}}

## Физические свойства
Цирконат бария образует бесцветные кристаллы кубической сингонии, параметры ячейки a = 0,4185 нм, Z = 1.
Нерастворим в воде.

## Применение
- Пьезоэлектрик